# SN 2006gx
SN 2006gx – supernowa typu Ia odkryta 16 września 2006 roku w galaktyce A024814-0020. W momencie odkrycia miała maksymalną jasność 21,20m.